# Samaria, Las Choapas
Samaria är en ort i Mexiko.   Den ligger i kommunen Las Choapas och delstaten Veracruz, i den sydöstra delen av landet, 600 km öster om huvudstaden Mexico City. Samaria ligger 571 meter över havet och antalet invånare är 364.
Terrängen runt Samaria är kuperad. Runt Samaria är det ganska glesbefolkat, med 40 invånare per kvadratkilometer. Närmaste större samhälle är Felipe Ángeles, 14,9 km norr om Samaria. 